# قطعنامه ۳۴۳ شورای امنیت
قطعنامه  ۳۴۳ شورای امنیت سازمان ملل متحد که در تاریخ ۱۴ دسامبر ۱۹۷۳ تصویب شد، سندی بین‌المللی دربارهٔ مسئلهٔ قبرس است. این قطعنامه طی نشست ۱٬۷۵۹ام با ۱۴ موافق، ۰ مخالف و ۱ ممتنع تصویب شد.